# Trombektomia
Trombektomia – otwarty zabieg chirurgiczny polegający na usunięciu zakrzepu z naczynia.
Trombektomię wykonuje się u pacjentów po udarze mózgu. Zabieg może zapobiec paraliżowi poudarowemu. Granicą czasową jest ósma godzina po wystąpieniu udaru. W przeciągu tych godzin chory powinien zostać dowieziony do szpitala. Trombektomia polega na dotarciu do wnętrza tętnicy wewnątrzmózgowej i mechanicznym usunięciu skrzepliny. Przeprowadza się go przy użyciu specjalnych cewników pod kontrolą angiografu. W Polsce wykonuje go zaledwie kilka ośrodków medycznych. Trombektomia stosowana jest też przy niedokrwiennym udarze mózgu, gdy nie wystarcza zastosowanie trombolizy dożylnej (aktyliza). Tromboliza dożylna może rozpuścić skrzeplinę, którą łatwiej usunąć wykonując zabieg trombektomii. Trombektomia może być wykonywana nawet u pacjentów powyżej osiemdziesiątego roku życia.